# Har Argaman
Har Argaman (hebreiska: הר ארגמן) är ett berg i Israel.   Det ligger i distriktet Södra distriktet, i den södra delen av landet. Toppen på Har Argaman är 522 meter över havet.
Terrängen runt Har Argaman är kuperad åt nordväst, men åt sydost är den platt. Runt Har Argaman är det ganska glesbefolkat, med 21 invånare per kvadratkilometer. Trakten runt Har Argaman är ofruktbar med lite eller ingen växtlighet.